# الحرق الناتج عن الميكروويف
حروق الميكروويف هي إصابات حروق ناتجة عن التأثيرات الحرارية للإشعاع الموجات الصغرية الممتص في كائن حي.
وبالمقارنة مع حروق الإشعاع الناجمة عن الإشعاع المؤين، حيث أن الآلية الرئيسية لتلف الأنسجة هي تلف الخلايا الداخلية الناجم عن الجذر الكيميائي، فإن نوع الحرق الناجم عن إشعاع الميكروويف يكون عن طريق الحرارة - الآثار الصحية المرتبطة عادةً بمصطلح "الإشعاع"، مثل التسمم الإشعاعي، لا يمكن أن تسببه التعرض لأمواج الميكروويف أو أشكال أخرى من الإشعاع غير المؤين. يمكن أن تظهر أضرار الميكروويف مع تأخير؛ قد يظهر الألم أو علامات تلف الجلد بعد مرور بعض الوقت على التعرض لأمواج الميكروويف.

## التردد مقابل العمق
يعتمد عمق الاختراق على تردد الموجات الدقيقة ونوع الأنسجة. نظام الرفض النشط ("شعاع الألم") هو سلاح طاقة موجهة أقل فتكًا يستخدم شعاعًا من الموجات الدقيقة بتردد 95 جيجاهرتز؛ تؤدي دفعة لمدة ثانيتين من الشعاع المركز بتردد 95 جيجاهرتز إلى تسخين الجلد إلى درجة حرارة 130 درجة فهرنهايت (54 درجة مئوية) على عمق 1/64 من البوصة (0.4 مم) ويُزعم أنها تسبب ألمًا في الجلد دون ضرر دائم. على العكس من ذلك، تخترق الترددات المنخفضة بشكل أعمق؛ عند 5.8 جيجاهرتز (3.2 مم) تتبدد معظم الطاقة في المليمتر الأول من الجلد؛ يمكن للموجات الدقيقة بتردد 2.45 جيجاهرتز المستخدمة بشكل شائع في أفران الميكروويف توصيل الطاقة بشكل أعمق في الأنسجة؛ القيمة المقبولة عمومًا هي 17 مم للأنسجة العضلية.
نظرًا لأن الترددات المنخفضة تخترق بشكل أعمق في الأنسجة، ولأن هناك عددًا أقل من النهايات العصبية في الأجزاء العميقة من الجسم، فقد لا تكون آثار موجات التردد اللاسلكي (والضرر الناجم) ملحوظة على الفور. تشكل الترددات المنخفضة عند كثافة طاقة عالية خطرًا كبيرًا.
يُوجه امتصاص الموجات الدقيقة بواسطة ثابت العزل الكهربائي للأنسجة. عند 2.5 جيجاهرتز، يتراوح هذا من حوالي 5 للأنسجة الدهنية إلى حوالي 56 لعضلة القلب. نظرًا لأن سرعة الموجات الكهرومغناطيسية تتناسب مع مقلوب الجذر التربيعي لثابت العزل الكهربائي، فإن الطول الموجي الناتج في الأنسجة يمكن أن ينخفض إلى جزء من الطول الموجي في الهواء؛ على سبيل المثال، عند 10 جيجاهرتز، يمكن أن ينخفض الطول الموجي من 3 سم إلى حوالي 3.4 مم.
يمكن تقريب طبقات الجسم كطبقة رقيقة من البشرة والأدمة والأنسجة الدهنية (الدهون تحت الجلد) والأنسجة العضلية. عند عشرات الجيجاهرتز، يُمتص الإشعاع في الجزء العلوي إلى بضعة ملليمترات عليا من الجلد. الأنسجة العضلية هي ممتص أكثر كفاءة من الدهون، لذلك عند الترددات المنخفضة التي يمكن أن تخترق بعمق كافٍ، تترسب معظم الطاقة هناك. في وسط متجانس، يكون اعتماد الطاقة / العمق منحنى أُسيًا مع اعتماد الأس على التردد والنسيج. بالنسبة لـ 2.5 جيجاهرتز، يمتص المليمتر الأول من الأنسجة العضلية 11٪ من طاقة الحرارة، ويمتص أول مليمترين معًا 20٪. بالنسبة للترددات المنخفضة، تكون عوامل التوهين أقل بكثير، وأعماق التسخين القابلة للتحقيق أعلى، وتدرج درجة الحرارة داخل النسيج أقل.

## تلف الأنسجة
يعتمد تلف الأنسجة بشكل أساسي على الطاقة الممتصة وحساسية النسيج؛ وهو دالة لكثافة قدرة الميكروويف (التي تعتمد على المسافة من المصدر وقوة خرجه)، والتردد، ومعدل الامتصاص في النسيج المحدد، وحساسية النسيج. تُظهر الأنسجة ذات المحتوى العالي من الماء (أو الإلكتروليت) امتصاصًا أعلى للميكروويف.
تعتمد درجة تلف الأنسجة على كل من درجة الحرارة التي تصل إليها وطول مدة التعرض. بالنسبة للأوقات القصيرة، يمكن تحمل درجات حرارة أعلى.
يمكن أن ينتشر التلف على مساحة كبيرة، عندما يكون المصدر مُشعًا للطاقة من مسافة بعيدة نسبيًا، أو على مساحة صغيرة جدًا (وإن كانت عميقة)، عندما يتلامس الجسم بشكل مباشر مع المصدر (مثل سلك أو دبوس موصل).
تتميز البشرة بمقاومة كهربائية عالية للترددات المنخفضة؛ عند الترددات الأعلى، تخترق الطاقة من خلال الاقتران السعوي. يكون تلف البشرة منخفضًا ما لم تكن البشرة رطبة جدًا. يبلغ العمق المميز لإصابة الميكروويف منخفضة التردد حوالي 1 سم. معدل تسخين الأنسجة الدهنية أبطأ بكثير من الأنسجة العضلية. تُمتص الترددات في نطاق الموجات المليمترية في الطبقة العليا من الجلد، الغنية بأجهزة الاستشعار الحرارية. عند الترددات المنخفضة، بين 1-10 جيجاهرتز، تُمتص معظم الطاقة في الطبقات العميقة؛ يقع الحد الأدنى لإصابة الخلايا هناك عند 42 درجة مئوية بينما يقع حد الألم عند 45 درجة مئوية، لذلك قد لا يكون الإدراك الذاتي مؤشرًا موثوقًا به لمستوى ضار من التعرض عند هذه الترددات.

### الجلد
التعرض للترددات الشائعة في المصادر المنزلية والصناعية نادرًا ما يؤدي إلى تلف كبير في الجلد؛ في مثل هذه الحالات، يميل التلف إلى أن يقتصر على الأطراف العلوية. يمكن أن يحدث تلف كبير مع احمرار الجلد وبثور وألم وتلف الأعصاب ونخر الأنسجة حتى مع التعرض لفترات قصيرة تصل إلى 2-3 ثوانٍ. نظرًا للاختراق العميق لهذه الترددات، قد يتأثر الجلد بشكل طفيف ولا يُظهر أي علامات تلف، في حين أن العضلات والأعصاب والأوعية الدموية قد تتضرر بشكل كبير. الأعصاب الحسية حساسة بشكل خاص لمثل هذا التلف؛ اُبلغ عن حالات التهاب الأعصاب المستمر ومتلازمة الانضغاط العصبي بعد التعرضات الكبيرة للموجات الدقيقة.

### الأنسجة العضلية والدهنية
تُظهر حروق الميكروويف بعض أوجه التشابه مع الحروق الكهربائية، حيث يكون تلف الأنسجة عميقًا وليس سطحيًا. تُظهر الأنسجة الدهنية درجة أقل من التلف مقارنةً بالعضلات والأنسجة الأخرى الغنية بالماء. (على النقيض من ذلك، فإن الحرارة الإشعاعية والحروق التلامسية والحروق الكيميائية تُلحق ضررًا بالأنسجة الدهنية تحت الجلد بدرجة أكبر من أنسجة العضلات العميقة). يُظهر أخذ خزعة كاملة السماكة من المنطقة الواقعة بين الجلد المحروق وغير المحروق طبقات من الأنسجة الأكثر والأقل تضررًا ("الحفاظ على الأنسجة")، وطبقات من الدهون غير التالفة بين العضلات التالفة؛ وهو نمط غير موجود في الحروق الحرارية أو الكيميائية التقليدية. تُظهر الخلايا المعرضة للحروق الكهربائية تدفقًا نوويًا مجهريًا في الفحص النسيجي؛ هذه السمة غير موجودة في حروق الميكروويف. كما تُرسل أجهزة الميكروويف أيضًا المزيد من الطاقة إلى المناطق ذات الإمداد الدموي المنخفض وإلى واجهات الأنسجة.
قد تتشكل بقع ساخنة في الأنسجة، مع امتصاص أعلى لاحق لطاقة الميكروويف ودرجة حرارة أعلى تُحقق، مع نخر موضعي للأنسجة المصابة لاحقًا. في بعض الأحيان، يمكن حتى احتراق ناقص الأنسجة المصابة.
يمكن أن يؤدي تدمير الأنسجة العضلية إلى بيلة الميوغلوبين، مع قصور كلوي لاحق في الحالات الشديدة؛ وهذا مشابه للحروق الناتجة عن التيار الكهربائي. تُستخدم اختبارات تحليل البول وكيناز الكرياتين CPK ونيتروجين يوريا الدم BUN والكرياتين للتحقق من هذه الحالة.

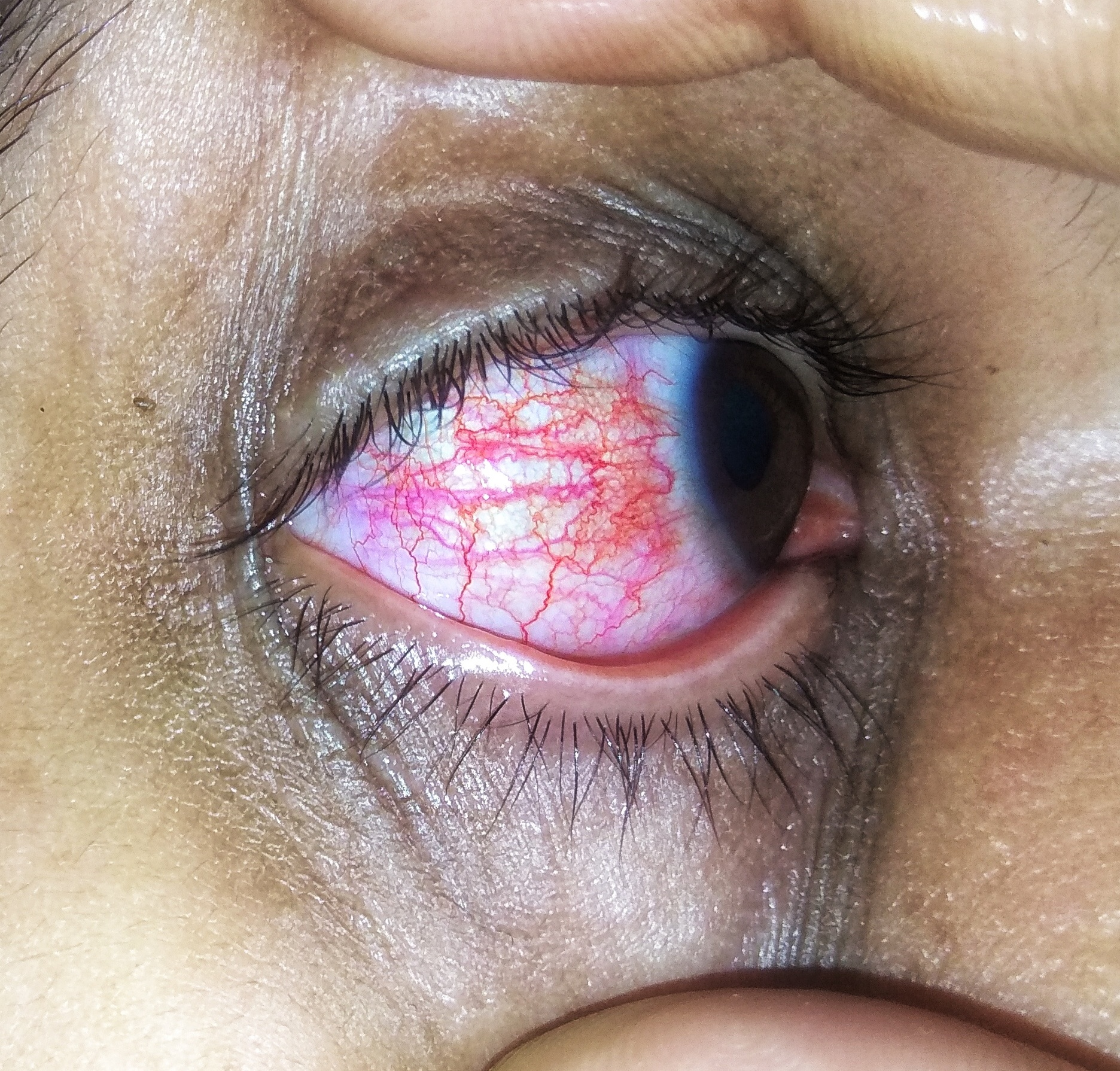
التهاب الملتحمة

### العيون
اُبلغ عن حالات التهاب الملتحمة الحاد بعد أن نظر الفنيون إلى الموجهات الموجية التي تعمل بالطاقة.
اُبلغ عن إعتام عدسة العين الناجم عن الموجات الدقيقة. أظهرت التجارب على الأرانب والكلاب، في الغالب في نطاق التردد بالغ الارتفاع UHF، أن التأثيرات العينية تقتصر على الجفون والملتحمة (مثل التهاب القرنية أو القزحية في الجزء الأمامي). لوحظت حالات إعتام عدسة العين لدى العديد من العمال المعرضين لإشعاع الترددات الراديوية، ولكن في بعض الحالات كان السبب غير مرتبط بالتعرض للترددات الراديوية، وفي حالات أخرى كانت الأدلة غير كاملة أو غير حاسمة. ومع ذلك، تشير بعض المصادر إلى حدوث إصابات مرتبطة بالموجات الدقيقة في عدسة العين وشبكية العين وإمكانية حدوث تأثيرات حرارية تسبب إعتام عدسة العين أو حروق الأنسجة البؤرية (بما في ذلك التهاب القرنية).
بالنسبة للتردد 2.45 جيجاهرتز في المجال القريب، وُجد أن الحد الأدنى لكثافة الطاقة المسببة لإعتام عدسة العين في الأرانب هو 150 مللي واط/سم² لمدة 100 دقيقة؛ كان من الضروري الوصول إلى درجة حرارة خلف العدسة تبلغ 41 درجة مئوية. عندما حُفظ على درجة حرارة العين منخفضة عن طريق التبريد الخارجي، لم ينتج إعتام عدسة العين عن شدة المجال الأعلى؛ يدعم ذلك فرضية وجود آلية حرارية متضمنة.

### الأعصاب
تكون الأعصاب الحسية حساسة بشكل خاص للتلف الناتج عن الموجات الدقيقة. اُبلغ عن حالات من التهاب الأعصاب المستمر ومتلازمة الانضغاط العصبي بعد التعرض الكبير للموجات الدقيقة. عندما ترتفع درجة حرارة الدماغ إلى 42 درجة مئوية أو أعلى، تزداد نفاذية الحاجز الدموي الدماغي.
يمكن أن يحدث اعتلال الأعصاب المحيطية الناتج عن آفة في العصب المحيطي، بدون حروق خارجية مرئية، عندما يتعرض العصب لموجات دقيقة ذات كثافة طاقة كافية. يُعتقد أن آلية التلف حرارية. يمكن استخدام موجات الترددات الراديوية والموجات فوق الصوتية للحجب المؤقت للأعصاب المحيطية أثناء العمليات الجراحية العصبية.

### الأنسجة الأخرى
يمكن أن تُسبب التأثيرات الحرارية للموجات الدقيقة انحلال الخصية وانخفاض عدد الحيوانات المنوية.يمكن أن يكون هناك حرق رئوي عند تعرض الرئتين؛ تُستخدم الأشعة السينية على الصدر للتشخيص. قد يؤدي تعريض البطن إلى انسداد معوي بسبب تضيق الأمعاء المصابة؛ تُستخدم الأشعة السينية على البطن في الوضعين المسطح والقائم للتحقق من هذه الحالة.

## حالات الإصابة
تحتوي أفران الميكروويف المنزلية على درع واقٍ حول الجزء الداخلي من الفرن يمنع تسرب الموجات الدقيقة، بالإضافة إلى أجهزة تعشيق أمان تمنع تشغيل الفرن عندما يكون الباب مفتوحًا. لذلك، لا ينبغي أن تحدث الحروق الناتجة عن التعرض المباشر لطاقة الميكروويف (بدلاً من لمس الطعام الساخن) في الظروف العادية.

### الأطفال وأفران الميكروويف
هناك عدة حالات من إساءة معاملة الأطفال حيث وُضع رضيع أو طفل في فرن ميكروويف. السمة النموذجية لمثل هذه الإصابات هي حروق محددة جيدًا على الجلد الأقرب إلى باعث الميكروويف، ويُظهر فحص الأنسجة ضررًا أكبر في الأنسجة التي تحتوي على نسبة عالية من الماء (مثل العضلات) مقارنة بالأنسجة التي تحتوي على كمية أقل من الماء (مثل الأنسجة الدهنية).
إحدى هذه الحالات تتعلق بمربية مراهقة اعترفت بوضع طفل في فرن الميكروويف لمدة ستين ثانية تقريبًا. أصيب الطفل بحرق من الدرجة الثالثة في الظهر، بقياس 5 بوصات × 6 بوصات. أخذت المربية الطفل لاحقًا إلى قسم الطوارئ، حيث وُضعت عدة تراقيع جلدية على الظهر. لم تكن هناك أي علامات على آثار عاطفية أو إدراكية أو جسدية دائمة. كان التصوير المقطعي المحوسب للرأس طبيعيًا، ولم تكن هناك أي إعتام عدسة العين.
حالة أخرى تتعلق برضيعة تبلغ من العمر خمسة أسابيع أصيبت بحروق متعددة بسماكة كاملة بلغت 11٪ من مساحة سطح الجسم. ادعت الأم أن الرضيعة كانت بالقرب من فرن ميكروويف، ولكن ليس بداخله. نجت الرضيعة لكنها احتاجت إلى بتر أجزاء من ساق واحدة ويد واحدة.
بالإضافة إلى ذلك، كانت هناك حالتا وفاة مزعومتان لرضع بسبب أفران الميكروويف. في كل هذه الحالات، وُضع الأطفال داخل أفران الميكروويف وتوفوا متأثرين بالإصابات اللاحقة.

### البالغون وأفران الميكروويف
اُبلغ عن حالة تلف الأعصاب نتيجة التعرض للإشعاع من فرن ميكروويف معطل بقدرة 600 واط، شُغل لمدة خمس ثوانٍ مع فتح الباب، مع تعرض كلتا الذراعين واليدين. خلال التعرض، كان هناك إحساس نابض وحارق في جميع الأصابع. ظهر احمرار على الجانب الخلفي من كلتا اليدين والذراعين. بعد أربع سنوات، ظهر اعتلال الأعصاب للعصب المتوسط والعصب الزندي والعصب الكعبري في كلتا الذراعين في اختبار تخطيط كهربية العضل.

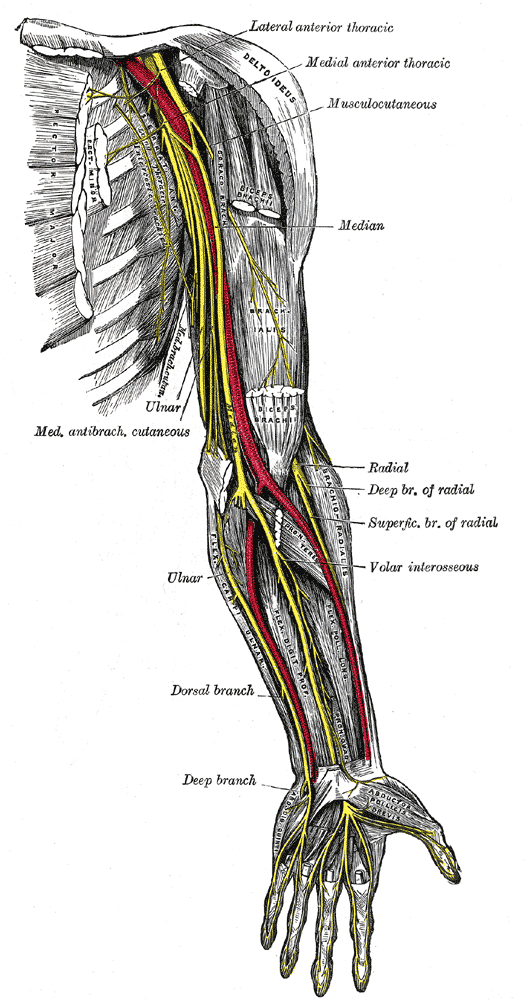
رسم تخطيطي من كتاب جرايز للتشريح, يصور الأعصاب المحيطية للطرف العلوي, ومن بينها العصب المتوسط

اُبلغ عن أول إصابة بسبب فرن الميكروويف في عام 1973. قامت امرأتان بتشغيل فرن ميكروويف في مطعم للوجبات الخفيفة في متجر متعدد الأقسام. بعد عدة سنوات، أظهر الفرن عطلاً يتجلى في حرق الطعام. لاحظت المرأة الأولى إحساسًا بالحرق في أصابعها وألمًا أو وجعًا طفيفًا جدًا عند الاقتراب من الفرن قيد التشغيل. ظهرت آفة صغيرة على إصبعها السبابة الأيسر، بالقرب من قاعدة الظفر. في الأسابيع الأربعة التالية، تأثرت ثلاثة أصابع من يدها اليمنى أيضًا. ظهرت نتوءات عرضية وتشوهات بالقرب من قاعدة الظفر على أظافرها. بعد خمسة أشهر من ظهور الأعراض الأولية، زارت طبيبًا؛ لم يكشف الفحص عن أي تشوهات أخرى غير الأظافر. أدى استخدام كريم الستيرويد الموضعي على مدى ستة أسابيع إلى تحسن تدريجي. عانت المرأة الثانية من تشوه في الأظافر في نفس وقت المرأة الأولى، مع نفس النتائج السريرية. اُرجع الفرن إلى الشركة المصنعة قبل تدخل الطبيب، ولم يكن من الممكن تقييم كمية التسرب.
في 29 يوليو 1977، كانت هـ. ف.، مُدرسة تبلغ من العمر 51 عامًا، تحاول إخراج طبق خزفي من فرن الميكروويف الجديد بقوة 600 واط. أشار الفرن إلى نهاية دورة التسخين، لكن الضوء ومنفاخ الطهي كانا يعملان. أثناء استعادة الطبق، أدخلت ثلثي ساعديها العاريتين في الفرن، لمدة إجمالية تبلغ حوالي خمس ثوانٍ. كان الفرن لا يزال يعمل. شعرت "بإحساس نابض ساخن" وحرق في الأصابع والأظافر وإحساس "بوخز الإبر" في المناطق المكشوفة. ظهر ألم طاعن وتورم وتغير لون أحمر برتقالي في الجوانب الظهرية لكلتا اليدين والساعدين بعد ذلك بوقت قصير. في اليوم التالي طلبت المساعدة الطبية. منذ ذلك الحين، خضعت للعلاج بالكورتيزون عن طريق الفم والموضعي، وأشعة جرينز، والموجات فوق الصوتية، ولاحقًا الوخز بالإبر، دون أي تحسن. استمرت الأعراض، بما في ذلك الحساسية الشديدة للحرارة المشعة (الشمس، مصباح المكتب، إلخ) وتزايد عدم تحمل ضغط الملابس واللمس في اليدين والساعدين. لم تُسفر الفحوصات العصبية في عامي 1980 و1981 عن تشخيص نهائي. كانت الكمونات العصبية ضمن المعدل الطبيعي. كشف تخطيط كهربية العضل عن انقطاع التعصيب في العصب المتوسط والعصب الزندي والعصب الكعبري في كلا الذراعين. عُثر أيضًا على انخفاض حاد في عدد الغدد العرقية في لب الأصابع، مقارنةً بمجموعة تحكم عشوائية. حُدد أن الإصابة ناجمة عن القوة الكاملة للمغناترون؛ كان الإحساس النابض ناتجًا إما عن المحرك (مرآة ميكانيكية توزع شعاع الميكروويف عبر مساحة الفرن لمنع تكوين بقع ساخنة وباردة)، أو عن النبض الشرياني جنبًا إلى جنب مع زيادة حساسية الأعصاب. كان تلف ألياف ايه بيتا وألياف ايه دلتا وألياف الأعصاب من المجموعة سي هي سبب الإحساس بالحرق. تحدث زيادة فرط الحساسية للحرارة المشعة بسبب تلف مستقبلات الألم متعددة الوسائط ايه بيتا و ايه دلتا (ألياف المجموعة سي)؛ يحدث هذا التلف بسبب ارتفاع درجة حرارة الجلد لمرة واحدة إلى 48.5-50 درجة مئوية، وتستمر الحساسية الناتجة لفترة طويلة. يحدث أيضًا انحلال الخلايا العصبية الحركية ألفا بسبب التعرض للحرارة والإشعاع. لم تتأثر معظم الجذوع العصبية الرئيسية. تلف ألياف ايه بيتا (الموجودة في الجلد)، الذي اُكتشفت بواسطة اختبار التمييز بين نقطتين، دائم؛ لا تتجدد جسيمات باتشيني وجسيمات ميسنر ونهايات ميركل العصبية، التي تدهورت بعد انقطاع التعصيب. كما تأثر الجهاز العصبي الودي؛ كان الانخفاض في الغدد العرقية النشطة ناتجًا عن تدمير تعصيبها، كما كان الوذمة الأولية والاحمرار ناتجين عن تلف العصب الودي.
في عام 1983، كان رجل يبلغ من العمر 35 عامًا يقوم بتسخين شطيرة في فرن ميكروويف في العمل. بعد فتح الباب، لم ينطفئ المغنطرون وتعرضت يده اليمنى لإشعاع الميكروويف أثناء استعادة الشطيرة. بعد التعرض، كانت يده شاحبة وباردة؛ بعد 30 دقيقة، حضر الرجل إلى الطبيب، مصابًا بمذل في جميع الأصابع وكانت اليد لا تزال شاحبة وباردة. أظهر اختبار ألين عودة إلى اللون الطبيعي بعد 60 ثانية (الطبيعي هو 5 ثوانٍ). بحلول 60 دقيقة بعد التعرض، عادت اليد إلى وضعها الطبيعي مرة أخرى، وسُرح المريض دون علاج. بعد أسبوع لم يكن هناك مذل أو ضعف حركي أو نقص حسي.

### أخرى
قام مهندس باستبدال بوق تغذية متضرر من نقار الخشب لهوائي ميكروويف عالي الطاقة، وهو طبق يبلغ طوله 15 مترًا في محطة أرضية لشبكة تلفزيونية، باستخدام رافعة سلة. بعد الانتهاء، أرسل فنيًا لتشغيل جهاز الإرسال، وحاول إنزال رافعة السلة. تعطل المحرك وظل المهندس عالقًا بجوار الهوائي، خارج الحزمة الرئيسية ولكن داخل الحزمة الجانبية الأولى. قام الفني، دون أن يدرك أن المهندس لا يزال قريبًا من الهوائي، بتشغيله. تعرض المهندس لمجال ميكروويف مكثف لمدة ثلاث دقائق تقريبًا، حتى اُكتشف الخطأ. لم تكن هناك أعراض فورية. في صباح اليوم التالي، اكتشف المهندس وجود دم ومواد صلبة في بوله، وزار طبيبًا، وجد دمًا في البراز والتصاقات معوية هائلة. استمرت المشاكل الطبية للمهندس لسنوات عديدة.
أثناء اختبار خصائص أفران الميكروويف ذات المغناترون المزدوج في شركة فرانكلين للتصنيع، في 1962/1963، استخدم فنيان مصدر طاقة واحد عن طريق تحريك سلك الجهد العالي للمغناترون بين فرنين اختبار. أدى عدم التحقق من الاتصال بالفرن المناسب إلى تشغيل فرن مفتوح، عُدل عن طريق ضبط مواضع المغناترونين (إجمالي 2 كيلوواط) ليُشغلو بينما كان رأس ويدي الفني داخل الفرن. لاحظ الفني أولاً تسخينًا (يشبه حروق الشمس) لوجهه ويديه وذراعه. سحب نفسه بسرعة من الفرن، لكنه ما زال يعاني من تسخين في الصدر والوجه. في غضون ثوانٍ قليلة، أدرك السبب وأوقف تشغيل مصدر الطاقة. في ذلك الوقت، لم يعاني من أي ضرر واضح، ومع ذلك، ربما حدث تلف في البقعة والعدسة، وإحدى العينين لا ترى في مركزها.

## الاستخدامات الطبية
يُستخدم التسخين العازل (العلاج الحراري) في الطب؛ تقع الترددات المستخدمة عادةً في نطاقات الموجات فوق الصوتية والموجات القصيرة والميكروويف. قد يتسبب التطبيق المُهمل، خاصةً عندما يكون لدى المريض موصلات معدنية مزروعة (مثل أسلاك منظم ضربات القلب)، في حروق للجلد والأنسجة العميقة وحتى الموت.
يمكن استغلال تلف الأنسجة الناتج عن الميكروويف عمدًا كتقنية علاجية، على سبيل المثال، الاستئصال بالترددات الراديوية وإحداث الآفات بالترددات الراديوية. يُجرى تدمير مُتحكم فيه للأنسجة لعلاج اضطراب النظم. يمكن استخدام التخثر بالميكروويف في بعض أنواع الجراحات، على سبيل المثال، وقف النزيف بعد إصابة كبدية حادة.
يبدو أن تسخين الميكروويف يسبب ضررًا للبكتيريا أكثر من التسخين الحراري المكافئ فقط. ومع ذلك، عادةً ما يصل الطعام المُعاد تسخينه في فرن الميكروويف إلى درجة حرارة أقل من الطعام المُعاد تسخينه بالطرق التقليدية، لذلك من المرجح أن تنجو مسببات الأمراض. يُمنع تسخين الدم بالميكروويف، على سبيل المثال، لنقله، لأنه قد يسبب انحلال الدم وفرط بوتاسيوم الدم. يُعد تسخين الميكروويف أحد طرق تحفيز ارتفاع الحرارة للعلاج بالحرارة المفرطة.
تُستخدم موجات الميكروويف عالية الطاقة في تجارب علم الأحياء العصبي لقتل حيوانات المختبر الصغيرة (الفئران والجرذان) من أجل تثبيت مستقلبات الدماغ دون فقدان السلامة التشريحية للأنسجة. صُممت الأدوات المستخدمة لتركيز معظم الطاقة على رأس الحيوان. يكون فقدان الوعي والموت فوريًا تقريبًا، ويحدث في أقل من ثانية واحدة، والطريقة هي الأكثر كفاءة لتثبيت النشاط الكيميائي لأنسجة المخ. سيؤدي مصدر 2.45 جيجاهرتز و 6.5 كيلو واط إلى تسخين دماغ فأر يبلغ وزنه 30 جرامًا إلى 90 درجة مئوية في حوالي 325 مللي ثانية؛ سيؤدي مصدر 915 ميجاهرتز و 25 كيلو واط إلى تسخين دماغ جرذ يبلغ وزنه 300 جرام إلى نفس درجة الحرارة في ثانية واحدة. يجب استخدام أجهزة خاصة مُصممة أو مُعدلة لهذا الغرض؛ يُدان استخدام أفران الميكروويف المنزلية.

## عتبات الإدراك
توجد حدود أمان للتعرض للموجات الدقيقة. تحدد إدارة السلامة والصحة المهنية الأمريكية حد كثافة الطاقة لفترات التعرض التي تبلغ 0.1 ساعة أو أكثر بـ 10 مللي واط/سم²؛ بالنسبة للفترات الأقصر، الحد هو 1 مللي واط-ساعة/سم² مع تجاوزات محدودة فوق 10 مللي واط/سم². يضع معيار إدارة الغذاء والدواء الأمريكية (FDA) لتسرب أفران الميكروويف حدًا قدره 5 مللي واط/سم² على بعد بوصتين من سطح الفرن. بالنسبة لـ 5.8 جيجاهرتز، يتسبب التعرض لـ 30 مللي واط/سم² في زيادة درجة حرارة جلد الوجه بمقدار 0.48 درجة مئوية، وتسخن سطح القرنية بمقدار 0.7 درجة مئوية، ويُقدر أن درجة حرارة الشبكية تزداد بمقدار 0.08-0.03 درجة مئوية.
يمكن إدراك تعرض الجلد للموجات الدقيقة كإحساس بالحرارة أو الألم. نظرًا لانخفاض اختراق الترددات الأعلى، يكون حد الإدراك أقل للترددات الأعلى حيث يتبدد المزيد من الطاقة بالقرب من سطح الجسم. عندما يتعرض الوجه بأكمله لموجات دقيقة بتردد 10 جيجاهرتز، يُستثار الشعور بالحرارة عند كثافات طاقة تبلغ 4-6 مللي واط/سم² لمدة 5 ثوانٍ أو أكثر، أو حوالي 10 مللي واط/سم² لنصف ثانية. أظهرت تجارب على ستة متطوعين تعرضوا لموجات دقيقة بتردد 2.45 جيجاهرتز عتبات إدراك على جلد الساعد بمتوسط 25-29 مللي واط/سم²، تتراوح من 15.40 إلى 44.25 مللي واط/سم². كان الإحساس لا يمكن تمييزه عن الحرارة الناتجة عن الأشعة تحت الحمراء، على الرغم من أن الأشعة تحت الحمراء تتطلب كثافة طاقة أقل بخمس مرات تقريبًا. ثبت أن عتبة الألم لـ 3 جيجاهرتز تتراوح من 0.83 إلى 3.1 واط/سم² لمساحة مكشوفة تبلغ 9.5 سم²، اعتمادًا على طول مدة التعرض؛ يقول مصدر آخر أن الاعتماد ليس بشكل مباشر على كثافة الطاقة وطول مدة التعرض، ولكنه يعتمد بشكل أساسي على درجة حرارة الجلد الحرجة.
يمكن تركيز طاقة الميكروويف بواسطة أجسام معدنية بالقرب من الجسم أو عند زرعها. يمكن أن يؤدي هذا التركيز والزيادة الناتجة في التسخين إلى خفض عتبات الإدراك والألم والتلف بشكل كبير. تُخل بنظارات بإطارات معدنية مجالات الميكروويف بين 2-12 جيجاهرتز؛ وُجد أن المكونات الفردية رنانة بين 1.4 و3.75 جيجاهرتز. في النطاق 30-300 جيجاهرتز، قد تعمل الملابس الجافة كمحول مقاومة، مما يُسهل اقترانًا أكثر كفاءة للطاقة بالجلد الكامن.
يمكن أن يُدرك بعض العمال الإشعاع النبضي للموجات الدقيقة كظاهرة تُسمى "السمع بالميكروويف"؛ يُدرك الأفراد المُشعون أحاسيس سمعية بالنقر أو الطنين. يُعتقد أن السبب هو التمدد الحراري المرن لأجزاء من الجهاز السمعي. تحدث استجابة النظام السمعي على الأقل من 200 ميجاهرتز إلى 3 جيجاهرتز على الأقل. في الاختبارات، استُخدم معدل تكرار 50 هرتز، مع عرض نبضة بين 10 و70 ميكروثانية. وُجد أن ارتفاع الصوت المُدرك مرتبط بكثافة القدرة القصوى بدلاً من متوسط كثافة القدرة. عند 1.245 جيجاهرتز، كانت كثافة القدرة القصوى للإدراك أقل من 80 مللي واط/سم². الآلية المقبولة عمومًا هي التسخين السريع (ولكن الضئيل، في حدود 10−5 درجة مئوية) للدماغ بواسطة كل نبضة، والموجة الضاغطة الناتجة التي تنتقل عبر الجمجمة إلى القوقعة.

## مخاوف أخرى
بعض الصمامات المفرغة الموجودة في تركيبات أجهزة الميكروويف تميل إلى توليد أشعة سينية من نوع "أشعة انكباح". تُعتبر الماغنترونات، وخاصة الثايراترونات الهيدروجينية، هي أسوأ المُسبّبين لذلك.

## التعرض لمستويات منخفضة
بما أن طاقة موجات التردد الراديوي والميكروويف غير كافية لتعطيل الروابط الكيميائية الفردية بشكل مباشر في الجزيئات الصغيرة أو المستقرة، فإن التأثيرات تعتبر محدودة حرارياً. كثافات الطاقة التي لا تكفي لتسخين الأنسجة بشكل مفرط لم يثبت أنها تسبب ضررًا دائمًا. للتوضيح، المصباح ذو الضوء الأحمر الداكن في غرفة مظلمة للتصوير بالأبيض والأسود ينتج شكلاً من أشكال الإشعاع ذي طاقة أعلى من الميكروويف. مثل الميكروويف، يمكن أن يحرق هذا المصباح، خاصة إذا لُمس، لكن الحرق ممكن فقط بسبب الحرارة الزائدة. لم تكشف دراسة أجريت على 20 ألف فني رادار في البحرية الأمريكية، الذين تعرضوا بشكل مزمن لمستويات عالية من إشعاع الميكروويف، عن زيادة في معدل الإصابة بالسرطان. كما أدت الأدلة الوبائية الحديثة أيضًا إلى الإجماع على أن التعرض للمجالات الكهرومغناطيسية، على سبيل المثال على طول خطوط الكهرباء، لم يرفع معدل الإصابة بسرطان الدم أو أنواع السرطان الأخرى.

## الخرافات
هناك خرافات شائعة بين العاملين في مجال اتصالات الرادار والميكروويف مفادها أن تعريض المنطقة التناسلية للميكروويف يجعل الرجل عقيماً لمدة يوم تقريباً. ومع ذلك، فإن كثافة الطاقة اللازمة لهذا التأثير كافية أيضاً لإحداث تلف دائم.